# Ulei de ricin

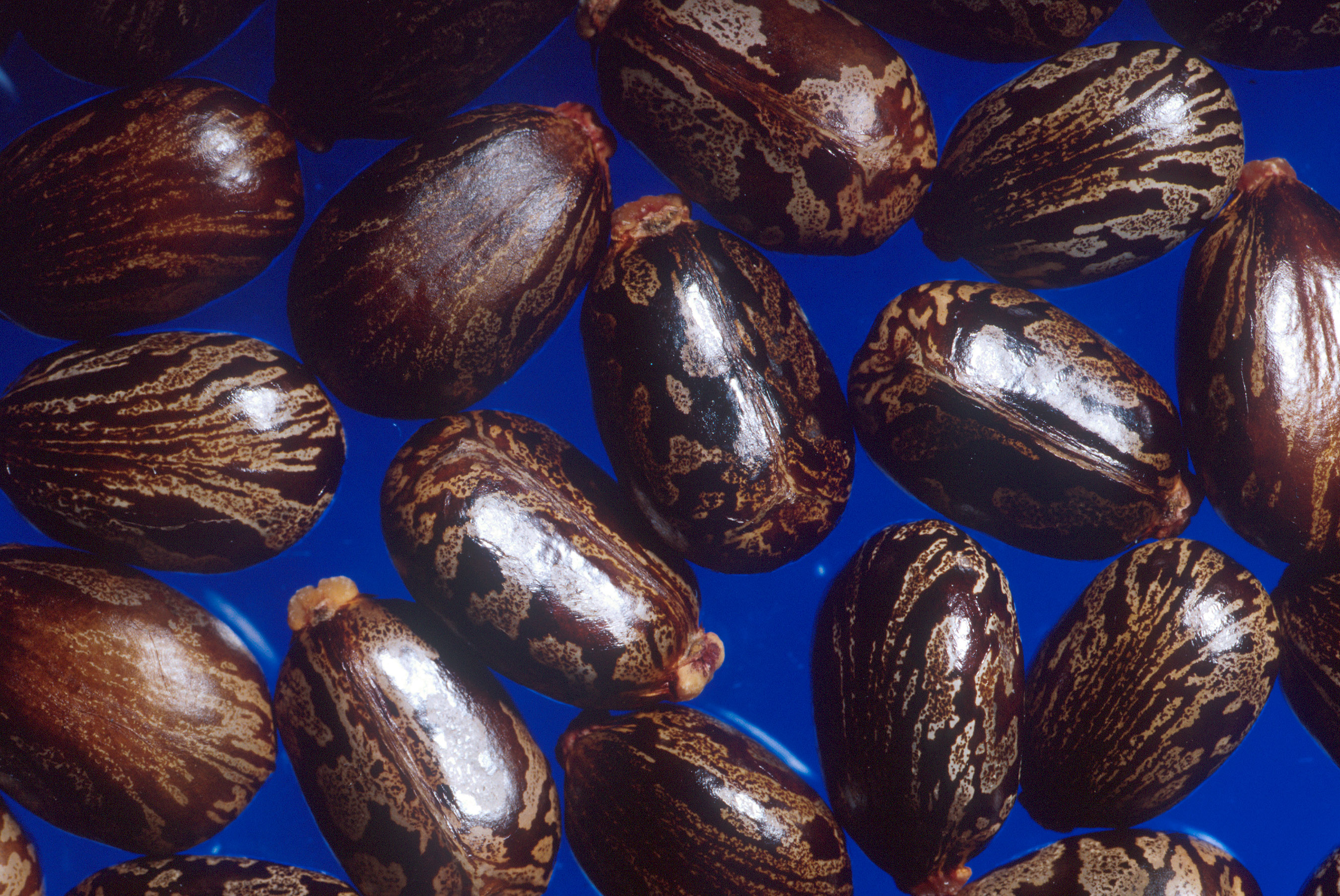
Semințe de ricin.

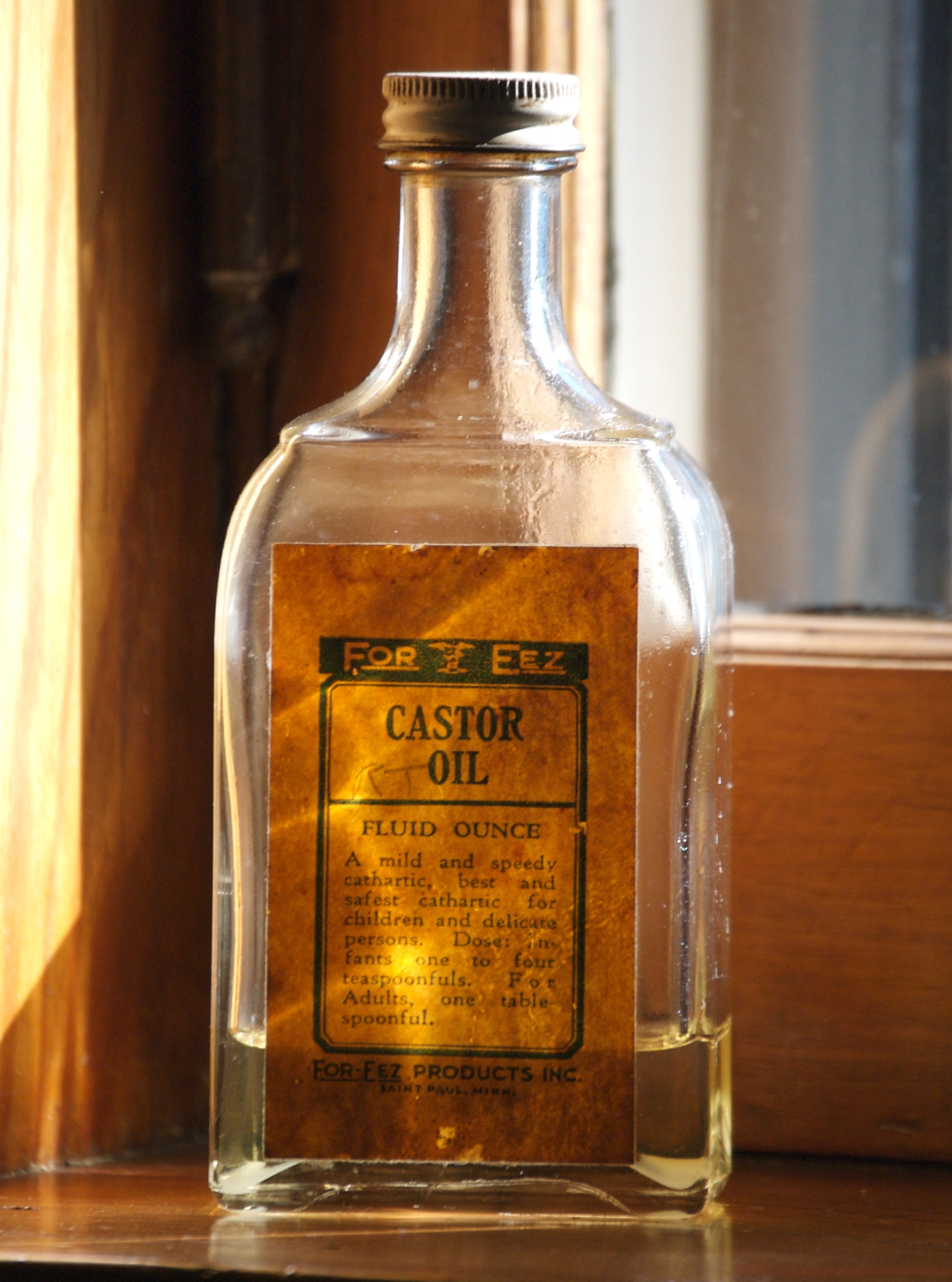
Ulei de ricin (în limba engleză :en:castor oil)

Uleiul de ricin este un ulei vegetal obținut prin presarea semințelor plantei de ricin (Ricinus communis). 
Uleiul de ricin este un lichid incolor sau galben pal cu un miros distinct. Punctul său de fierbere este 313 °C și densitatea de 961 kg/m3.  Este o trigliceridă în care aproximativ 90% din catenele de acizi grași sunt de ricinoleat. Alți componenți importanți sunt oleații și linoleații.

## Proprietăți
Are proprietăți antibacteriene, antioxidante și antiinflamatoare, dar și germicide, insecticide și fungicide. Datorită acestor proprietăți, uleiul poate fi utilizat împotrivă infecțiilor microbiene. Este bogat în acizi grași nesaturați (o-mega 3-6-9), proteine și vitamina E, motiv pentru care este folosit pentru frumusețe și în compozita produselor cosmetice, a săpunurilor, medicamentelor, uleiurilor de masaj și a altor produse de uz frecvent.